# Kiugrási Iroda
A Kiugrási Iroda Magyarország második világháborúból való kiválásának előkészítésére és lebonyolítására ifj. Horthy Miklós kormányzóhelyettes által szervezett titkos csoport. 

## A Kiugrási Iroda
Teleki Pál miniszterelnök (1939–1941) Magyarország geopolitikai helyzetét folyamatosan elemezte. Tájékoztató Osztályt szervezett, mely kizárólag az ő rendelkezésére állt külpolitikai ügyekben. Ezt az osztályt meggyilkolása után, 1941-ben megszüntették, de szelleme és részben munkatársai is átkerültek a Teleki Pál Tudományos Intézetbe. A Kiugrási Irodát 1944 elején ifj. Horthy Miklós hozta létre. Munkatársa volt Szent-Iványi Domokos. Az iroda szervezésében fordította le Soós Géza németről magyarra az Auschwitz-jegyzőkönyvet, készítette elő Sztójay Döme kormányának menesztését és a fegyverszüneti tárgyalásokra Moszkvába utazó küldöttség útját. Ifj. Horthy Miklós egy visszaemlékezésében, melyet Hevesy Pál kérésére állított össze évtizedekkel később így értékelte az iroda szerepét: „Hogy atyám az ország helyzetéről és az emberek hangulatáról jobban legyen tájékozódva, vezetésemmel egy irodát alakított, ahol mindenki felkereshetett és bajait elmondhatta (…) Lesújtó volt látni, amikor a gazdasági élet volt magas rangú vezetői sárga csillaggal jöttek irodámba segítségért (…) Megbízható barátokkal titokban többször találkoztam, és törtük a fejünket, hogyan lehetne hazánkat német erőszak alól, szövetséges segítséggel valahogyan felszabadítani” Szegedy-Maszák Aladár visszaemlékezése szerint: „1943 utolsó napjaiban a királyi palota néhány szobájában ifj. Horthy Miklós vezetése alatt iroda nyílt meg a külföldön élő magyarok hazatelepítésének névleges céljával.(…) Március 18 után a kapcsolatok fenntartása volt a feladata a Kormányzó és a föld alá ment ellenzéki mozgalmak között (…) és a sok üldözöttön is segített. Az ifjú Horthy mindenesetre nagyon becsületes munkát végzett, ha erőfeszítései végeredményben meddők maradtak is, és az élete is majdnem ráment.”

## A kiugrás meghiúsulása
A Kiugrási Iroda végső célját nem tudta elérni, mivel a magyar kiugrást a szövetségesek közül mind a nyugati nagyhatalmak, mind a Szovjetunió akadályozták. Magyarország 1944-ben az európai zsidók, menekült lengyel ellenállók, szövetséges hadifoglyok utolsó menedéke volt. Magyarország szembefordulása a Harmadik Birodalommal ezt a menedéket azonnal megszüntette volna, ezért a nyugati hatalmak akadályozták a kiugrást. Magyarország átállása ellentétes volt a Szovjetunió törekvéseivel is, amit a Budai Önkéntes Ezred katonáinak letartóztatása is igazol. 

## A Kiugrási Iroda munkájában résztvevők
A Kiugrási Iroda munkájában részt vett: ifj. Horthy Miklós, Szent-Iványi Domonkos, Köves András, Soos Géza, özv. Horthy Istvánné, Ambrózy Gyula, Zichy Ladomér gróf. A Kiugrási Iroda Katonai Részlege: Bakay Szilárd